# Refontoura
Refontoura is een plaats (freguesia) in de Portugese gemeente Felgueiras en telt 1974 inwoners (2001).